# 2020-as Formula–1 ausztrál nagydíj
Az ausztrál nagydíj a 2020-as Formula–1 világbajnokság első futama lett volna, amelyet eredetileg 2020. március 13. és március 15. között rendeztek volna meg a Melbourne Grand Prix Circuit versenypályán, Melbourne-ben.
A 2020 elején kitört világszintű koronavírus-járvány miatt már korábban is felmerült, hogy elmarad a futam, azonban a csapatok végül megérkeztek Melbourne-be, ahol megkezdték az előkészületeket. A futam hetének elején azonban több személyt is koronavírus-gyanús tünetekkel diagnosztizáltak, majd a McLaren csapat egyik alkalmazottjánál kimutatták a fertőzöttséget, aminek hatására a csapat azonnal visszalépett a futamtól. Ezt követően az FIA 2020. március 13-án délelőtt hivatalosan is törölte a futamot a koronavírus-járvány miatt.
Hasonló okból már korábban törölni kellett a szezon 4. futamát, a kínai nagydíjat, nem sokkal az ausztrál nagydíj lefújását követően pedig azt is bejelentették, hogy a bahreini és az újonc vietnámi nagydíj is elmarad 2020-ban.